# Marsilea mollis
Marsilea mollis är en klöverbräkenväxtart som beskrevs av Benjamin Lincoln Robinson och Fern. Marsilea mollis ingår i släktet Marsilea och familjen Marsileaceae. Inga underarter finns listade.